# 2522 Triglav
2522 Triglav este un asteroid din centura principală, descoperit pe 6 august 1980 de Zdeňka Vávrová.